# Zosterops rotensis
Zosterops rotensis là một loài chim trong họ Zosteropidae.